# Ваза (династія)

Герб династії Ваза

Ва́за, також Ва́са (швед. Vasaätten, пол. Wazowie, лит. Vazos) — королівська династія шведського походження, представники якої були королями Швеції з 1523 до 1654 року, королями Речі Посполитої з 1587 до 1668 року та московськими царями з 1610 по 1613 р.

## Історія

### Заснування
Рід Ваза походить з область Упланд (центральна Швеція). Виник від назви родинного маєтку, розташованого між містами Упсала та Ваксґольм. Власне це прізвище представники аристократичної династії стали носити лише з початку XVI ст. Першим серед них був Ерік Ваза, батько Густава Вази, майбутнього короля.
Саме з останнім пов'язано піднесення роду до королівського трону Швеції. Родини Ваза брала участь у боротьбі регента Стена Стуре Молодшого з данським королем Кристіаном II. Під час цієї війни загинув Ерік Ваза та декілька його братів. Врешті-решт Густаву Вазі вдалося вигнати загарбників та стати новим королем Швеції.

### Шведська гілка
Саме з династією Ваза пов'язано впровадження в Швеції лютеранства — з 1527 року (після рішення риксдагу). В цей же час Олаус Петрі переклав Біблію шведською мовою. Саме Густав Ваза провів закон, згідно з яким у Швеції впроваджувалася спадкова монархія.
В цілому за часів правління в Швеції королів з роду Ваза відбувається економічне, політичне та військове піднесення країни. Розвивається культура й наука, відновлює роботу Упсальський університет, створюється військово-морський флот, розбудовуються торговельні відносини, з'являються нові копальні.
Швеція стає гегемоном на Балтиці. Королі з династії Ваза ведуть успішні війни з Московією, Данією, Річчю Посполитою, Австрією та її союзниками. Під час Тридцятирічної війни Швеція в багато чому визначала долю Європи. після її закінчення Швеція перетворилася на імперію, маючи у своїх володіннях Фінляндію, Карелію, Естляндію, Ліфляндію землі між Бременом та Гамбургом, західну Померанію.

#### Королі Швеції з роду Ваза
- Густав I Ваза, 1523—1560;
- Ерік XIV, 1560—1568;
- Юхан III, 1568—1592;
- Сигізмунд I 1592—1599;
- Карл IX, 1599—1611;
- Густав II Адольф, 1611—1632;
- Христина, 1632—1654.

### Польська гілка

Герб Польських Ваза

З 1587 року трон Речі Посполитої посідали представники династії Ваза, завдяки шлюбу між Юханом III Ваза, королем Швеції та Катериною Ягелон, сестрою останнього короля з династії Ягелонів — Сигізмунда II Августа.
У Речі Посполитій королі з роду Ваза завзято впроваджували католицизм, боролися з православ'ям, що викликало невдоволення широких верств населення України та Білорусі. Загострювали ситуацію запрошені у країну єзуїти.
Королі Речі Посполитої з династії Ваза вели багато війн з Московією, Османською імперією, Швецією, проте не завжди вдалі. Найбільше досягнуто успіху у боротьбі з московськими царями (за землі України, Прибалтики та Білорусі) та османськими султанами (Битва при Хотині).
У той же час нерозважлива політика стосовно українців, козаків зокрема, призвела до повстання гетьмана Богдана Хмельницького. Боротьба з козаками суттєво послабила становище Речі Посполитої. Внаслідок цього довелося також вести війни із Московським царством та Шведським королівством. В результаті значну частину територій було втрачено.
Саме з представниками династії Ваза пов'язано початок занепаду Речі Посполитої, в справи якої почали втручатися сусідні держави, а влада короля ослабла остаточно.

#### Королі Ваза в Речі Посполитої
- Сигізмунд III 1587—1632
- Владислав IV, 1632—1648
- Ян II Казимир, 1648—1668